# Stenobiella theischingerorum
Stenobiella theischingerorum is een insect uit de familie van de Berothidae, die tot de orde netvleugeligen (Neuroptera) behoort. 
Stenobiella theischingerorum is voor het eerst wetenschappelijk beschreven door U. Aspöck & H. Aspöck in 1984.